# Lactarius rubidus
Lactarius rubidus é um fungo que pertence ao gênero de cogumelos Lactarius na ordem Russulales. Encontrado na América do Norte, foi descrito cientificamente por Methven em 1997.